# Saló del Tinell

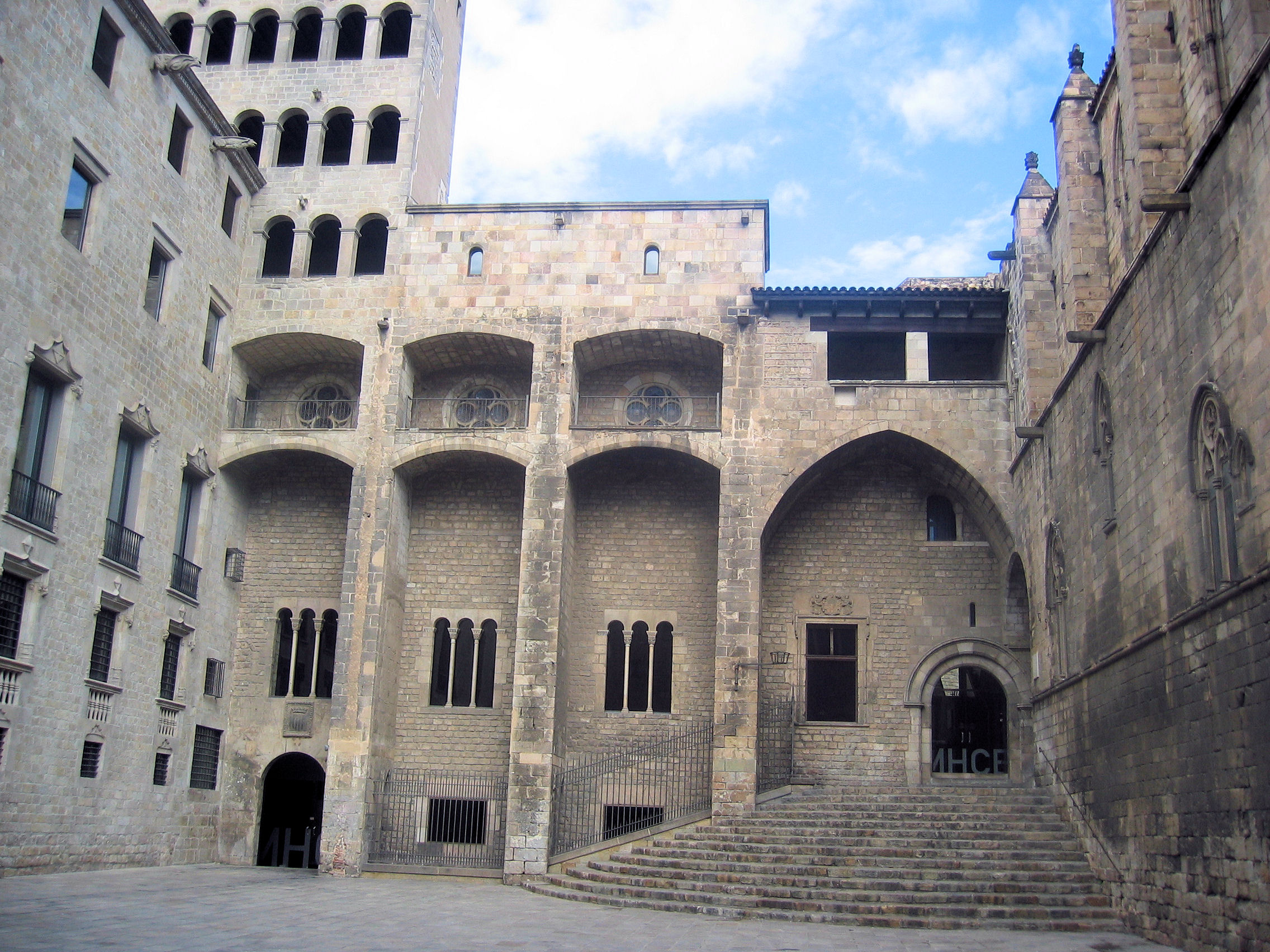
Il Palau Reial Major con il Saló del Tinell al centro, la Cappella di Santa Ágata a destra e il Palazzo del Lloctinent a sinistra.

Il Saló del Tinell è uno dei tre edifici che compongono il Palau Reial Major e si trova nella Plaça del Rei nel Barri Gòtic di Barcellona. 
Il Saló è stato costruito tra il 1359 e il 1370 dal capomastro Guillem Carbonell su incarico di Pietro il Cerimonioso ed era la sala delle cerimonie dell'antico palazzo reale, che era la residenza dei conti di Barcellona e successivamente dei re della Corona di Aragona. Nel XVI secolo ed è diventato sede dell'Inquisizione per poi essere trasformato in chiesa nel 1718 dalle monache del convento di Santa Chiara. È stato restaurato nel 1936, dopo che le monache smisero di utilizzarlo come chiesa.
Secondo la tradizione è in questo salone che avvenne il colloquio tra i Re Cattolici e Cristoforo Colombo, dopo il ritorno di quest'ultimo dal suo primo viaggio in America. Secondo altre versioni però l'incontro si sarebbe tenuto nel Monasterio de san Jeronimo de la Murtra a Badalona.

## L'edificio
L'edificio ha una pianta rettangolare con 33 metri di lunghezza e 18 di larghezza. Il soffitto è alto 12 metri ed è sorretto da una trave e da sei grandi archi a tutto sesto, che poggiano su pilastri prismatici con capitelli scolpiti. Trasversalmente agli archi ci sono delle strette volte a botte accanto ai muri laterali. 
La facciata sulla Plaça del Rei è di epoca anteriore come dimostrano le finestre che si intravedono tra i contrafforti, in cui sono presenti trifore del XIII secolo e rosoni del XIV secolo. La facciata posteriore che si affaccia sul cortile del Museo Frederic Marés, anche se è stata molto trasformata, risale al periodo romanico.
Oggi il Saló del Tinell, insieme alla contigua Cappella di Santa Ágata, fa parte del Museo di storia di Barcellona e viene affittato dal Comune di Barcellona per lo svolgimento di concerti, mostre, conferenze ed eventi e ha una capacità di 400 persone.